# Авадий
Авадий (IV век) — мученик Африканский. День памяти — 20 января.
Святой Авадий пострадал во время правления императора Диоклетиана. Когда святой исповедовал свою веру в К'балахис (K’balakhis), он был брошен с высокого обрыва в Билгаи, Кемет (Bilgai, Kemet, совр. Египет). Сведения о святом имеются в арабо-якобитском синаксарии.